# Lightning Love
Pour plus de détails, voir Fiche technique et Distribution.
Lightning Love est un film muet américain de comédie réalisé en 1923 par Larry Semon et James D. Davis dans lequel Oliver Hardy est un des interprètes.

## Fiche technique
- Titre : Lightning Love
- Réalisation : Larry Semon et James D. Davis
- Scénario :  Larry Semon
- Producteur : Albert E. Smith
- Production : Vitagraph Company of America
- Pays de production :  États-Unis
- Durée :
- Format : Noir et blanc
- Langue : Muet
- Genre : Comédie
- Dates de sortie :
  - États-Unis : 1923

## Distribution
- Larry Semon : Larry, un prétendant
- Oliver Hardy : Oliver, l'autre prétendant (crédité comme Babe Hardy)
- Al Thompson : le père
- Kathleen Myers : Rhea
- Spencer Bell : le majordome
- William Hauber
- Pete Gordon
- Elma le singe